# Лосон Данкен
Лосон Данкен (англ. Lawson Duncan; нар. 26 жовтня 1964) — колишній американський тенісист.
Найвищу одиночну позицію світового рейтингу — 47 місце досяг 20 травня 1985, парну — 182 місце — 6 квітня 1987 року.
Найвищим досягненням на турнірах Великого шолома було 4 коло в одиночному розряді.
Завершив кар'єру 1991 року.

## Фінали Гран-прі / ATP за кар'єру

### Одиночний розряд: 6 (0–6)
| Результат | W-L | Дата     | Турнір            | Покриття | Суперник           | Рахунок       |
| --------- | --- | -------- | ----------------- | -------- | ------------------ | ------------- |
| Поразка   | 0–1 | Кві 1985 | Барі, Італія      | Ґрунт    | Клаудіо Панатта    | 2–6, 6–1, 6–7 |
| Поразка   | 0–2 | Кві 1985 | Марбелья, Іспанія | Ґрунт    | Орасіо де ла Пенья | 0–6, 3–6      |
| Поразка   | 0–3 | Тра 1985 | Мадрид, Іспанія   | Ґрунт    | Андреас Маурер     | 5–7, 2–6      |
| Поразка   | 0–4 | Лип 1988 | Бостон, США       | Ґрунт    | Томас Мустер       | 2–6, 2–6      |
| Поразка   | 0–5 | Тра 1989 | Чарлстон, США     | Ґрунт    | Джей Бергер        | 4–6, 3–6      |
| Поразка   | 0–6 | Чер 1990 | Флоренція, Італія | Ґрунт    | Магнус Ларссон     | 7–6, 5–7, 0–6 |